# Berndt Tschammer-Osten
Berndt Tschammer-Osten (* 27. März 1942 in Olmütz, Mähren; † 22. April 2013 in Salzburg) war ein deutscher Ökonom und Hochschullehrer an der wirtschaftswissenschaftlichen Fakultät der Leibniz-Universität Hannover.

## Leben
Nach betriebswirtschaftlichem Studium von 1963 bis 1968 an der Ludwig-Maximilians-Universität München, das er als Diplom-Kaufmann abschloss, wurde Tschammer-Osten bei Louis Perridon an der Universität Augsburg 1971 zum Dr. oec. publ. promoviert. Es folgte der Ruf auf den Lehrstuhl der Universität Hannover. 

## Akademisches Wirken
An der Universität Hannover forschte er besonders zu den Finanzen des privaten Haushalts und beschäftigte sich früh mit Electronic Banking.
Ausgehend von der Unterscheidung des Aristoteles in Chrematistik (Kunst, Reichtum zu erlangen) und Ökonomik (Lehre vom Haushalt) begründete er aufbauend auf der Ökonomik eine spezielle Betriebswirtschaftslehre des privaten Haushalts in Deutschland (siehe auch Haushaltsökonomie). Er grenzt sich damit von der in der Volkswirtschaftslehre gängigen Sichtweise ab, dass der Privathaushalt nur eine konsumptive Einheit bilde. Gemäß Tschammer-Osten ist der private Haushalt eine auch produktiv tätige und potenziell ethische Institution und daher auch ein wertvolles Untersuchungsobjekt der Betriebswirtschaftslehre.

## Politische Aktivitäten
Im Zeitraum vom Ende der 1980er-Jahre bis zum Anfang der 1990er-Jahre war er als stellvertretender Vorsitzender des Kreisverbandes Hannover-Land und zeitweise als kommissarischer Landesvorsitzender Niedersachsen für die rechtskonservative und seit Ende 1992 auf Bundesebene von den Verfassungsschutzbehörden überwachte Kleinpartei Die Republikaner tätig.

## Schriften (Auswahl)
- Der private Haushalt in einzelwirtschaftlicher Sicht (= Beiträge zur Ökonomie von Haushalt und Verbrauch. Heft 7). Duncker und Humblot, Berlin 1973, ISBN 3-428-02817-1.
- mit Jens Warnecke: Der jugendliche Verbraucher: Kenntnisse, Einstellungen u. Verhaltensweisen von Jugendlichen im Konsum- u. Finanzbereich (= Hauswirtschaft und Wissenschaft. Band 8). Lipp, München 1978, ISBN 3-87490-323-0.
- mit Jens Warnecke: Das Studium der Haushalts- und Ernährungswissenschaften in der Bundesrepublik Deutschland: e. Dokumentation d. Studiengänge d. Fachgebietes (= Hauswirtschaftliche Bildung. Band 53, Nr. 2). Schneider, Baltmannsweiler 1979.
- Haushaltswissenschaft: Einf. in d. Betriebswirtschaftslehre d. privaten Haushalts. Fischer, Stuttgart, New York 1979, ISBN 3-437-40075-4.
- mit Marc Mühlbach, Jochen Böhnke: Btx mit Mikrocomputern. Sybex, Düsseldorf, Berkeley, Paris 1985, ISBN 3-88745-079-5.
- mit René-Claude Urbatsch: Neue Medien in der Verbraucherberatung: Probleme e. computergestützten Budgetberatung (= HFI-Report). Haushaltswissenschaftliches Forschungsinstitut, Hannover 1986, DNB 861183282.
- mit Holger Horrmann, Günter Wohlers: Handbuch: Direkt-Banking. Teil A: Betriebswirtschaft. Shaker, Aachen 1998, ISBN 3-8265-5693-3.
- mit Holger Horrmann, Günter Wohlers: Handbuch: Direkt-Banking. Teil B: Informatik. Shaker, Aachen 1998, ISBN 3-8265-5737-9.